# Opołonek
Der Opołonek (ukrainisch Ополонек Opolonek) ist ein 1028 m hoher Berg der polnischen Bieszczady im äußersten Südosten des Landes im Powiat Bieszczadzki der Woiwodschaft Karpatenvorland an der Grenze zur Ukraine. Gleichzeitig ist er der südlichste Punkt Polens.
Der Opołonek liegt im Bieszczady-Nationalpark und ist von Ustrzyki Górne beziehungsweise von Wołosate über einen grün markierten Wanderweg aus zu erreichen.

## Nachweise
Zbigniew Mirek, Halina Piękoś-Mirkowa: Czerwona księga Karpat Polskich. Kraków: Instytut Botaniki PAN, 2008. ISBN 978-83-89648-71-6.